# Ґардзець
Ґардзець (пол. Gardziec, нім. Gartz) — село в Польщі, у гміні Пшелевиці Пижицького повіту Західнопоморського воєводства.
Населення — 20 осіб (2011).
У 1975-1998 роках село належало до Щецинського воєводства.

## Демографія
Демографічна структура станом на 31 березня 2011 року:
|          | Загалом | Допрацездатний вік | Працездатний вік | Постпрацездатний вік |
| -------- | ------- | ------------------ | ---------------- | -------------------- |
| Чоловіки | 9       | 1                  | 5                | 3                    |
| Жінки    | 11      | 2                  | 6                | 3                    |
| Разом    | 20      | 3                  | 11               | 6                    |